# L'Eco del Chisone
L'Eco del Chisone è il principale settimanale di Pinerolo. Fondato nel 1906, ha una tiratura media di 29 300 copie. La testata è di proprietà della Cooperativa Cultura e Comunicazioni Sociali s.r.l.

## Storia
L'Eco del Chisone nasce nel novembre 1906 su iniziativa di un gruppo di laici e sacerdoti della Diocesi di Pinerolo. Il primo direttore fu Cosimo Bianco Crista, che propose una linea laica, seppure intrisa della dottrina sociale della Chiesa, a servizio di un territorio più vasto rispetto a quello della Diocesi di Pinerolo, inoltrandosi verso il torinese.
Nel 1922 direttore diventa Giovanni Reynaud, avvocato ed ex-capitano degli alpini. Ma, a causa dell'impostazione non sussiegosa nei confronti del regime fascista, "L'Eco del Chisone" è costretto a sospendere le pubblicazioni su ordine del Prefetto di Torino tra la fine di ottobre e il dicembre del 1926. La testata ottiene il permesso di tornare alle stampe solo dopo la sostituzione di Reynaud con don Giuseppe Pertusio, diventando "Settimanale dell'Azione cattolica". Comincia un periodo di declino.
Occorre attendere il secondo dopoguerra e la direzione di don Gabriele Mercol (1950-1970) per ritrovare l'incisività di un tempo, anche grazie alla collaborazione con la tipografia-scuola dei Padri Giuseppini di Pinerolo.
Il 1968 segna una svolta: il cattolicesimo pinerolese vive un momento di grandi dibattiti. Nel 1970 la direzione è affidata a don Vittorio Morero, che insieme al vice-direttore Pier Giovanni Trossero dà il via a una fase di grande sviluppo. In dieci anni la tiratura aumenta del 130 per cento e L'Eco del Chisone lascia la dimensione del foglio di provincia per diventare un organo di dialogo e confronto, seguendo una linea di moderato progressismo.
Nel 1988 nasce il magazine L'Eco mese, sotto la direzione di Pier Giovanni Trossero. Trossero diventa direttore de L'Eco del Chisone nel 2004, alla morte di Vittorio Morero. Vice-direttori sono Mirko Maggia e Sergio Buttiero. La redazione è formata da nove giornalisti professionisti, mentre i collaboratori sono circa 150.
Nel 2006, alla celebrazione del centenario dell'Eco, partecipò Franco Marini.
Dal 17 gennaio 2018 il direttore responsabile è Paola Molino. Vice-direttori sono Sofia D'Agostino e Alberto Maranetto.
Ad inizio 2020 il settimanale cambia formato dal "lenzuolo" si passa al formato berlinese.

## Direttori
- Cosimo Bianco Crista (1906-1922)
- Giovanni Reynaud (1922-1926)

Sospeso dal fascismo da fine ottobre a dicembre 1926
- Giuseppe Pertusio (1927-1950)
- Gabriele Mercol (1950-1970)
- Vittorio Morero (1970-2004)
- Pier Giovanni Trossero (2004-2018)
- Paola Molino (2018-attuale).

## Diffusione
L'Eco del Chisone dichiara una tiratura media di 29 300 copie ed è diffuso a Pinerolo, in Val Chisone, in Val Pellice, in Valle Po, nella zona della pianura pinerolese e nella cintura sud-occidentale di Torino.